# Pigna (Italia)
Pigna (Pìgna in ligure) è un comune italiano di 753 abitanti della provincia di Imperia in Liguria.

## Geografia fisica

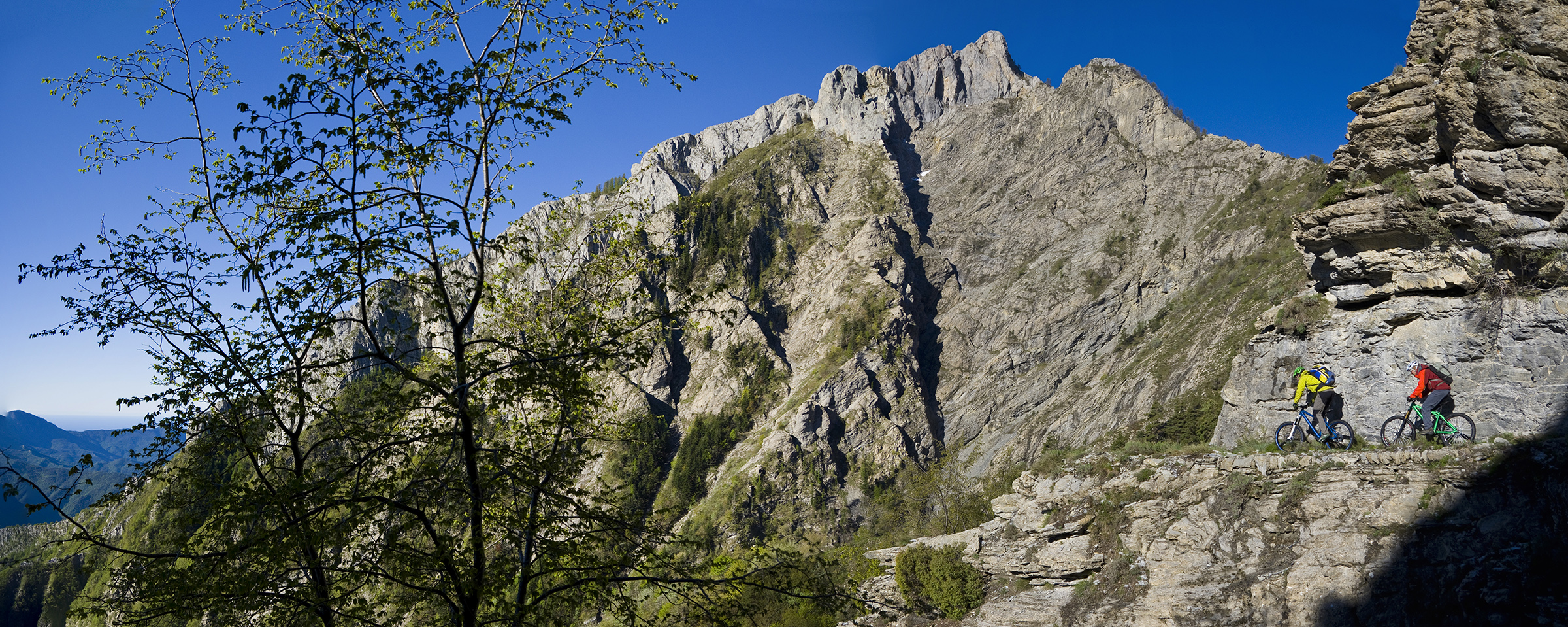
Il monte Toraggio

Il territorio comunale di Pigna è situato nella parte montana dell'alta val Nervia, attraversato dal torrente Nervia da nord-est a sud-est ad un'altitudine di circa 200 - 300 metri sul livello del mare.
Tra le vette del territorio pignasco il monte Pietravecchia (2039 m), il monte Grai (2013 m), il monte Toraggio (1972 m), il Carmo Ciaberta (1768 m), il monte Corma (1597 m), il Colle della Sella (1580 m), il monte Lega (1556 m), il monte Bauso (1551 m), il monte Cimonasso (1432 m), il Carmo delle Strade (1402 m), il Carmo Binelli (1329 m), il Penna della Cassera (1321 m), il monte Giardino (1286 m), il monte Alto (1266 m), il monte Scarassan (1265 m), il monte Comune (1240 m), il monte Cereghi (1097 m), il Carmo Marise (1092 m), il monte Terca (1070 m), il monte Provenzale (1005 m), il Poggio d'Avigna (971 m), il Poggio del Grillo (772 m), la Colla Mirabello (690 m), il monte Dorin (642 m).
La campagna circostante il borgo storico pignasco è costituito da fitti uliveti, sostituiti più in altitudine da castagni e da estesi boschi di conifere fino ai piedi delle vette dei monti Toraggio e Pietravecchia.
Ai confini amministrativi con Triora vi è il bacino artificiale del lago di Tenarda, risorsa idrica realizzata nel 1963.

## Storia
Recentemente sono state rinvenute tracce di primitivi insediamenti umani risalenti all'epoca preistorica, facendo presupporre agli storici che il primitivo villaggio di Pigna possa essere stato un pago del municipio di Albintimilium, l'odierna Ventimiglia. Un insediamento dell'epoca romana fu invece scoperto nel sito dove oggi sorge la chiesa benedettina di San Tommaso.
Storicamente le prime notizie ufficiali risalgono tra il XII secolo e il XIII secolo quando i conti di Ventimiglia, signori della valle, fecero erigere un castello a scopo difensivo. La scelta della posizione del maniero fu molto strategica per i conti ventimigliesi poiché esso sorgeva alla confluenza della strada che da Ventimiglia conduceva a Triora, collegando così la costa con l'entroterra ligure, piemontese e nizzardo.
A partire dal XIII secolo (alcune fonti citano come datazione il 1288) il feudo fu sottoposto ai conti di Provenza - che lo sottoposero al contado di Nizza - erigendosi in comune libero e stipulando accordi per le terre agricole-pastorali con i comuni vicini di Castel Vittorio, Triora, Apricale, Dolceacqua, Saorgio e Briga Marittima; queste due ultime località ora in territorio francese.
Tra il Duecento e il Trecento il borgo e l'intera val Nervia subirono gli scontri tra le fazioni guelfe e ghibelline e in particolare le contese territoriali tra il Regno di Provenza e la Repubblica di Genova. Nel 1365 presso il ponte di Lago Pigo si ristabilì la pace nella valle.
Nel 1388 il governatore provenzale cedette le terre di Pigna ad Amedeo VII di Savoia, così come attesta un documento ufficiale conservato presso l'archivio comunale. Per la sua posizione e appartenenza territoriale fu un avamposto strategico per il Ducato di Savoia in questa zona dell'alta val Nervia, in un'area per lo più controllata pure dalla repubblica genovese che proprio nella vicina Castelfranco (l'odierna Caste Vittorio) aveva il suo caposaldo. In più riprese Genova tentò di appropriarsi (anche con l'uso della forza militare) del feudo sabaudo pignasco, ma solamente nel periodo tra il 1625 e il 1633 ne ebbe il pieno controllo, per poi ritornare in seguito tra i possedimenti del ducato piemontese.

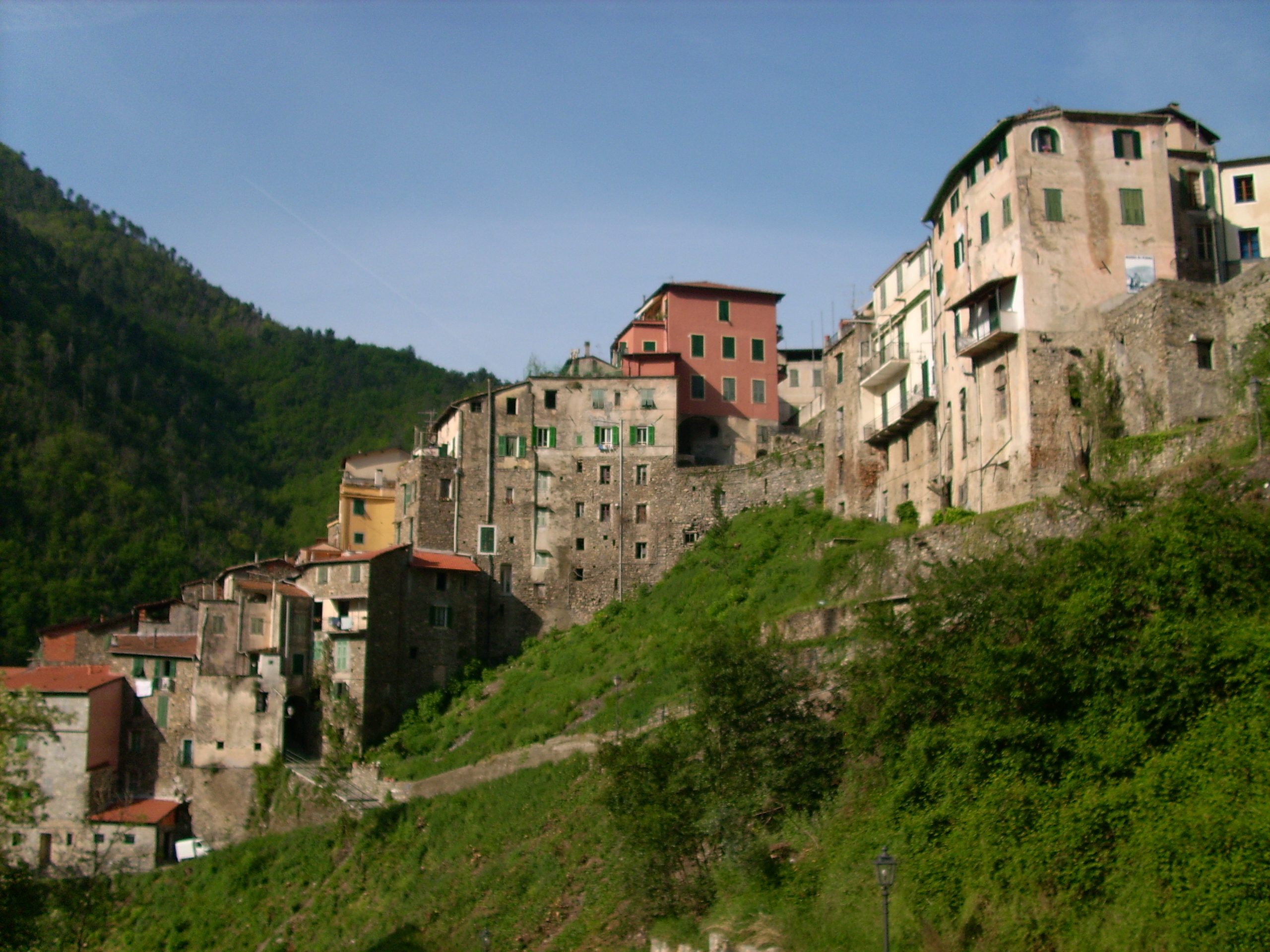
Scorcio dell'agglomerato urbano pignasco

Nel 1793 entrò a far parte del cantone di Perinaldo (distretto di Mentone) nel dipartimento francese delle Alpi Marittime. Dal 1805 con il Primo Impero francese Pigna restò nello stesso cantone (con il capoluogo trasferito a Dolceacqua), ma passò nel nuovo distretto di Sanremo dello stesso dipartimento francese, esteso all'Est per annessione di una parte della Repubblica Ligure.
Con la caduta di Napoleone Bonaparte, e secondo le disposizioni del congresso di Vienna del 1814, la costituita municipalità di Pigna passò sotto il Regno di Sardegna. Facente parte del Regno d'Italia dal 1861, dal 1859 al 1926 il territorio fu compreso nel III mandamento di Dolceacqua del circondario di Sanremo facente parte della provincia di Nizza (poi provincia di Porto Maurizio e, dal 1923, di Imperia).
Nel 1944, durante la Resistenza, fu proclamata la "Libera Repubblica di Pigna in Val Nervia" che, caratterizzata da propri ordinamenti democratici e ampia partecipazione popolare, ebbe vita dal 29 agosto all'8 ottobre dello stesso anno. La repubblica, difesa da formazioni garibaldine sotto il comando di Guglielmo Vittorio "Vitò", capitolò dopo aspri combattimenti iniziati il 4 ottobre.
Dal 1973 al 30 aprile 2011 ha fatto parte della Comunità montana Intemelia.

### Simboli
Stemma
Gonfalone

Lo stemma e il gonfalone sono stati concessi con decreto del presidente della Repubblica del 6 dicembre 1968.

## Monumenti e luoghi d'interesse

La chiesa parrocchiale di San Michele Arcangelo nel centro storico di Pigna

### Architetture religiose
- Chiesa parrocchiale di San Michele Arcangelo nel centro storico di Pigna.
- Chiesa di San Bernardo, costruita tra la fine del XIV secolo[5] e l'inizio del XV secolo[5], forse sopra una struttura preesistente, lungo il vecchio percorso viario che collegava Sanremo, Bajardo, Pigna, Saorgio e Tenda. La chiesa è stata ufficialmente riaperta il 5 aprile del 1998 dopo un restauro interno.
- Santuario della Madonna di Passoscio. Conosciuto anche con la denominazione di santuario dell'Annunziata[5], sorge al di fuori del paese a circa un'ora di strada da esso. Lungo il percorso sono presenti quindici cappellette ricordanti le tappe della passione di Cristo. Anticamente qui vi erano conservate due opere artistiche quali una tela raffigurante la Deposizione e l'Annunciazione, quest'ultima opera del pittore Carlo Maratta[5]; la prima è ora conservata a Genova, mentre la seconda è oggi presente nella chiesa parrocchiale di San Michele. Nell'adiacente complesso conventuale sono conservati centinaia di ex voto commissionati o donati dagli abitanti di Pigna.
- Oratorio di Sant'Antonio abate nel centro storico pignasco. La facciata dell'edificio si presenta in stile barocco e sotto l'oratorio è presente un'antica fontana denominata "dei Canui", già presente in un documento degli statuti comunali del 1575[5].
- Pieve di San Tommaso. L'antica pieve è ubicata all'incirca ad un chilometro dal centro abitato e secondo la tradizione locale fu fondata dai monaci benedettini nel XII secolo[5]. Della struttura restano visibili tracce delle absidi, della facciata e della navata sinistra, quest'ultima con aperture e archi a sesto acuto.
- Chiesa parrocchiale di San Giovanni Battista nella frazione di Buggio. Edificata probabilmente nel XVI secolo, in stile barocco, la facciata esterna è stata recentemente restaurata mentre gli interni sono stati restaurati ed affrescati con scene della vita di Gesù nel 1962 dall'artista di Dolceacqua Mario Raimondo meglio conosciuto come "Barbadirame". Al suo interno sono custodite numerose statue di santi tra cui la statua San Giovanni Battista in marmo bianco di Carrara, la statua lignea Sant'Andrea e la statua di San Luigi Gonzaga. Dei quadri raffiguranti la vita dei santi non si hanno notizie certe sugli autori e sul loro periodo di realizzazione.

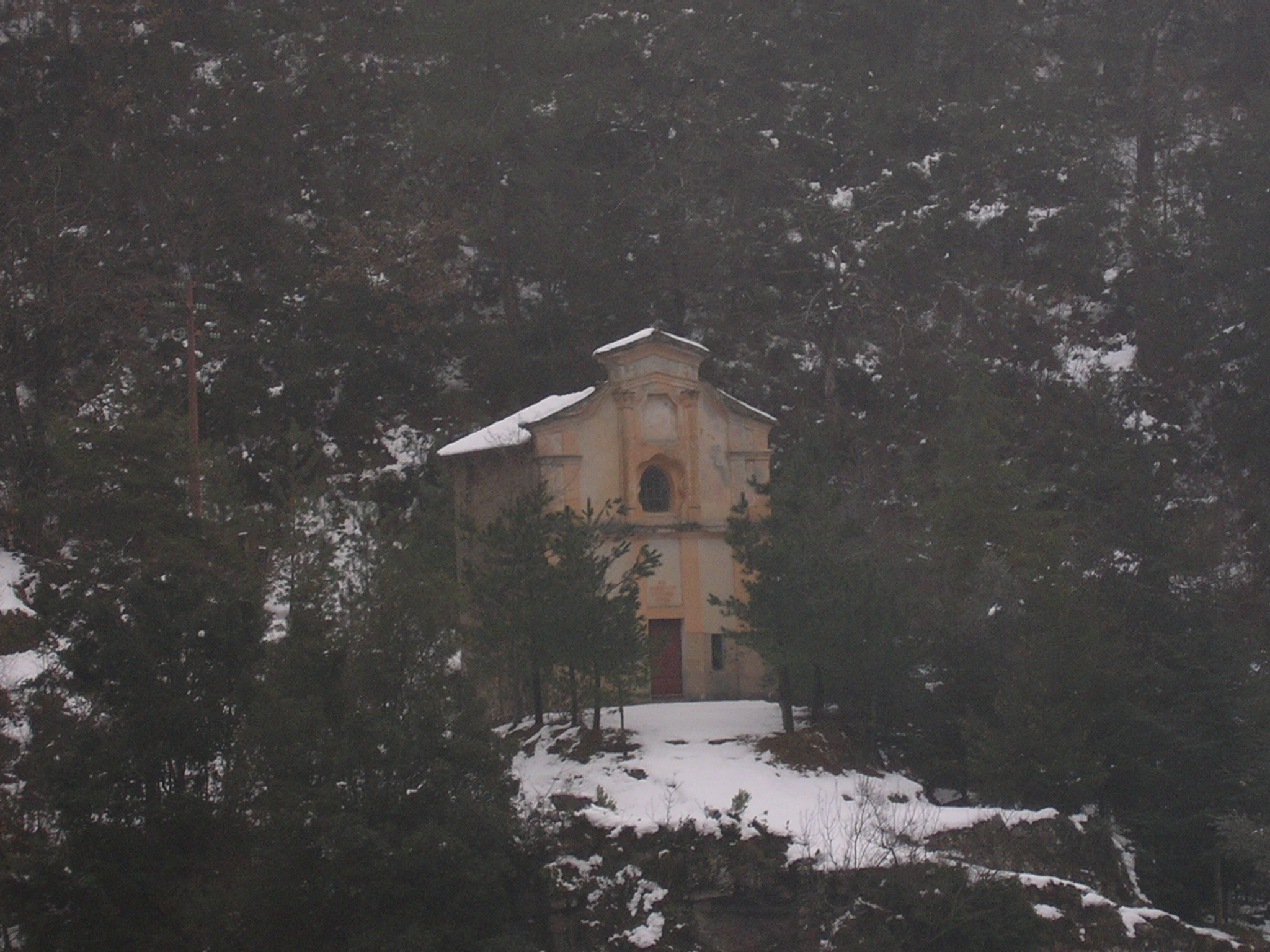
La chiesa di San Siagro nella frazione di Buggio

- Oratorio di Sant'Andrea, nelle adiacenze della parrocchiale di Buggio. Edificato nello stesso periodo della chiesa parrocchiale e ad essa affiancato, il suo stile barocco è più semplice di quello della chiesa vicina ed al suon interno sono custoditi i gonfaloni delle numerose priorate del paese.
- Chiesa di San Siagrio nella frazione di Buggio. Chiesa originariamente romanica, edificata nel VII secolo e dedicata, unica al mondo, a san Siagrio, nipote di Carlo Magno, vescovo di Nizza a cavallo tra l'VIII e il IX secolo. Nel corso dei secoli la costruzione originale ha subito varie modificazioni e parziali ricostruzioni, fino ad assumere l'aspetto attuale. Negli anni settanta del Novecento questa chiesetta è stata affidata alla custodia del Gruppo Alpini di Buggio, che conserva al suo interno, appesi alle pareti, i cappelli appartenuti ai defunti alpini di Buggio. Si può ammirare, inoltre, una statua lignea di San Maurizio martire, santo patrono degli alpini, opera di Alessio Pastor valente artista del luogo.
- Cappella della Visitazione nella frazione di Buggio. Edificata nei primi anni del Settecento, si trova all'inizio del paese e conserva al suo interno un quadro settecentesco raffigurante la scena della Visitazione, da cui il nome.L'oratorio di Sant'Antonio abate a Pigna

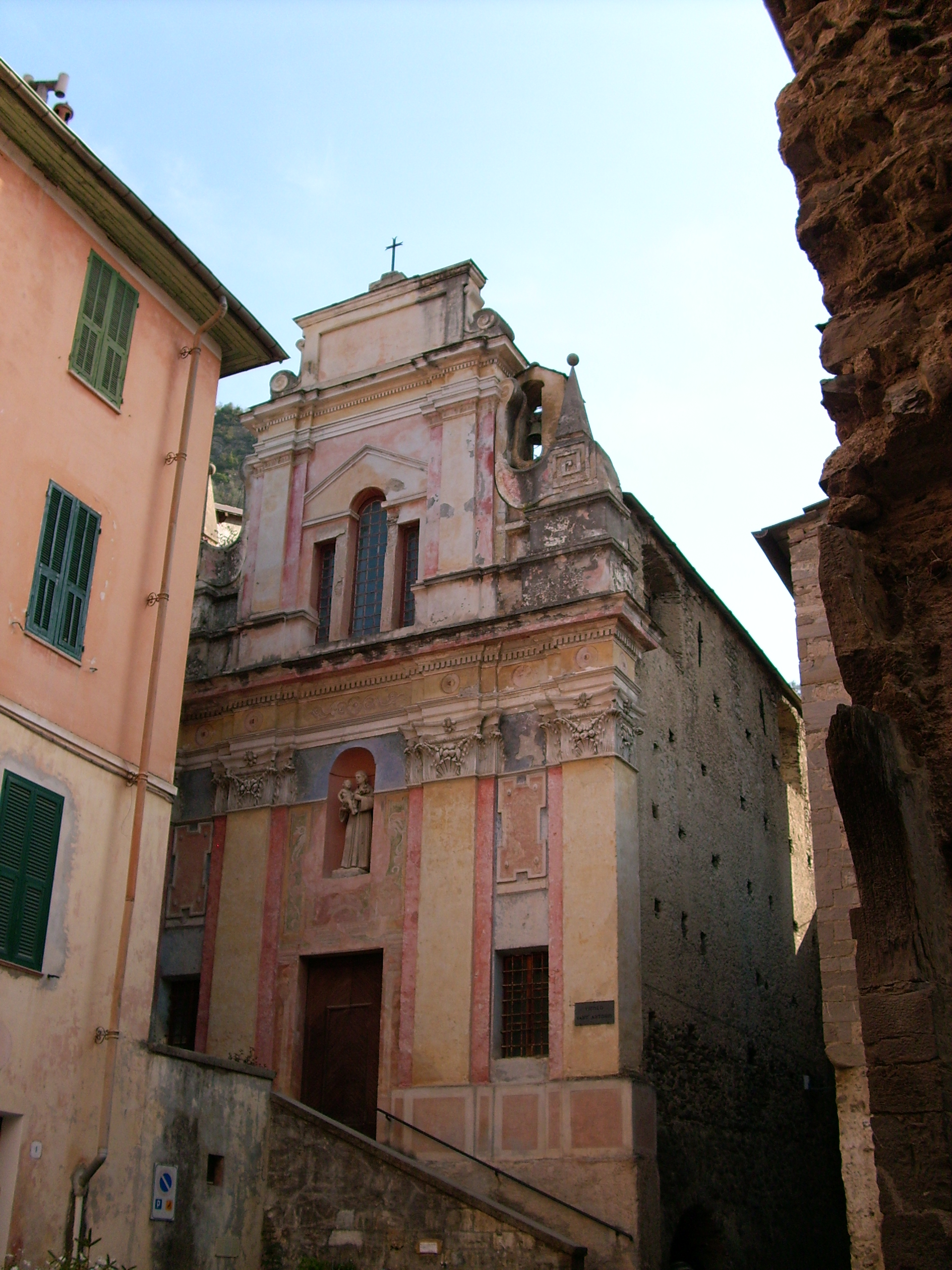
L'oratorio di Sant'Antonio abate a Pigna

- Cappella di San Michele Arcangelo nella frazione di Buggio. Edificata nei primi anni del Novecento, sorge nel luogo dove era ubicato il vecchio cimitero. Al suo interno si trovano una piccola statua del santo a cui è dedicata e, lungo le pareti interne, lapidi del cimitero preesistente e altre di epoca più recente.

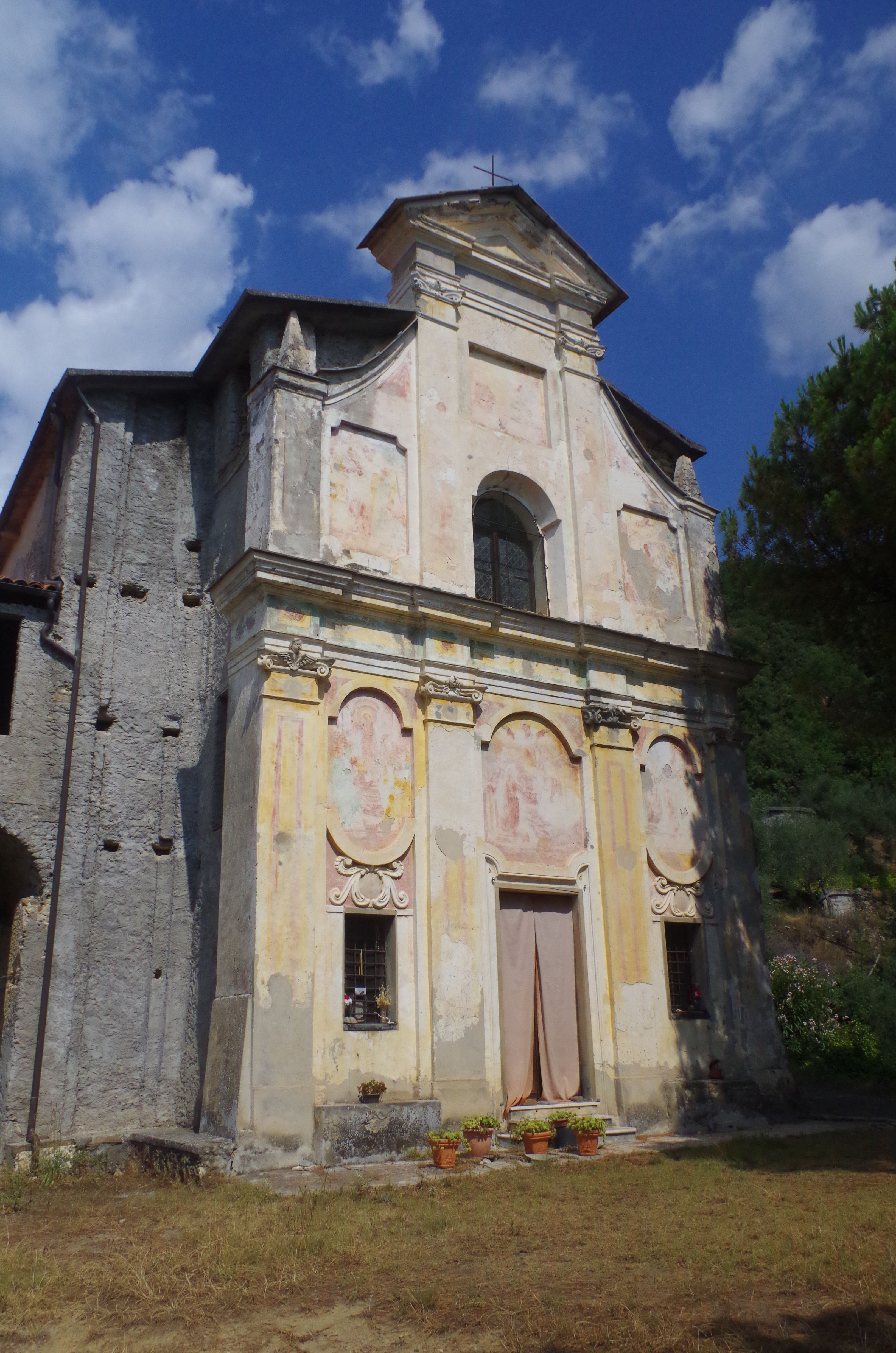
Santuario di Nostra Signora Addolorata e San Rocco nella frazione di Buggio. Edificata nel 1740 per conservare la statua della Madonna Addolorata, co-patrona di Buggio, sorge in località Ausegnu, tra le campagne, a circa 700 m di altitudine. Al suo interno si trovano le statue della Madonna Addolorata e di San Rocco, nella cui ricorrenza il 16 agosto si celebra una funzione religiosa con messa e processione.
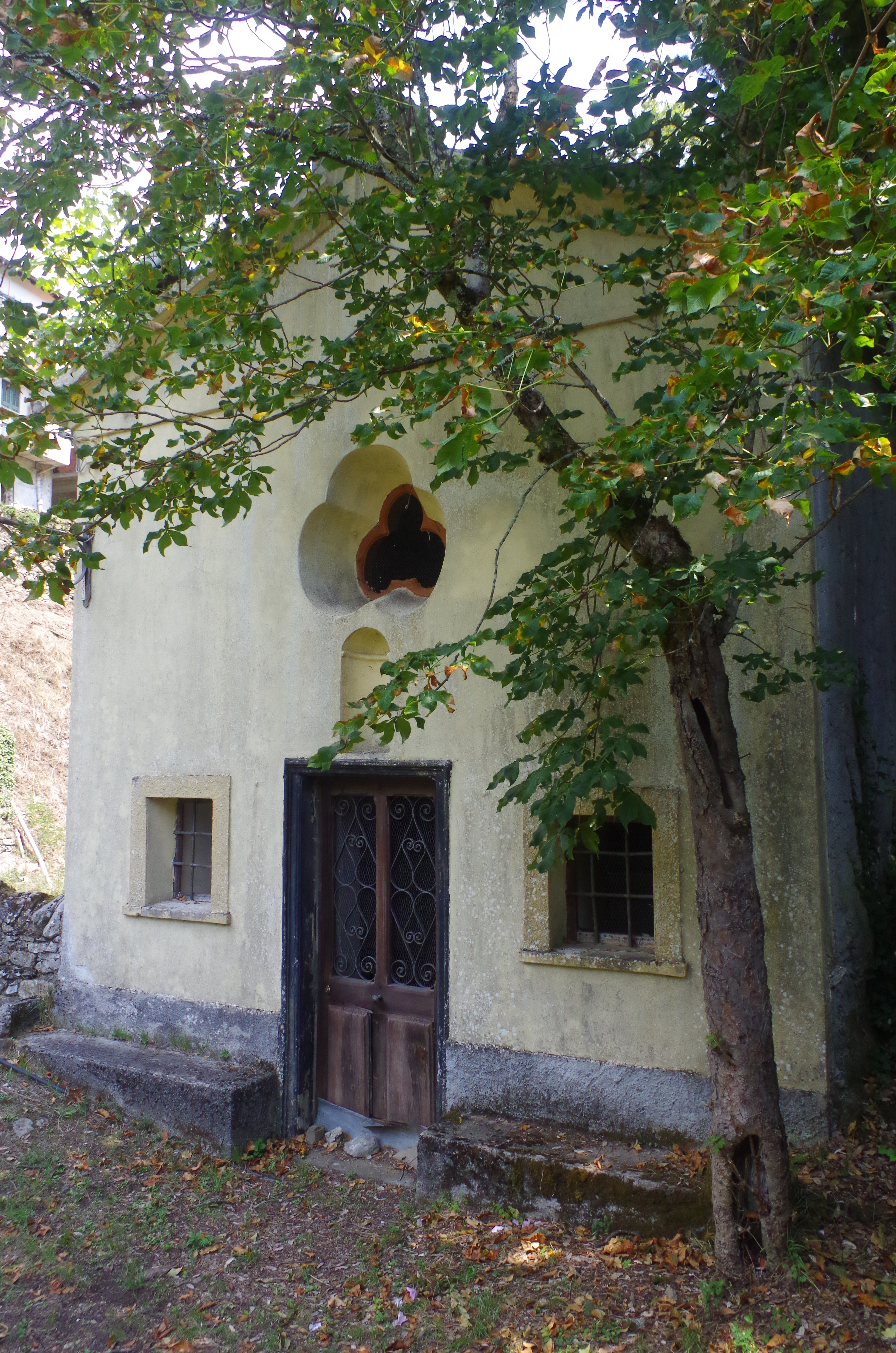
Cappella della Madonna delle Grazie
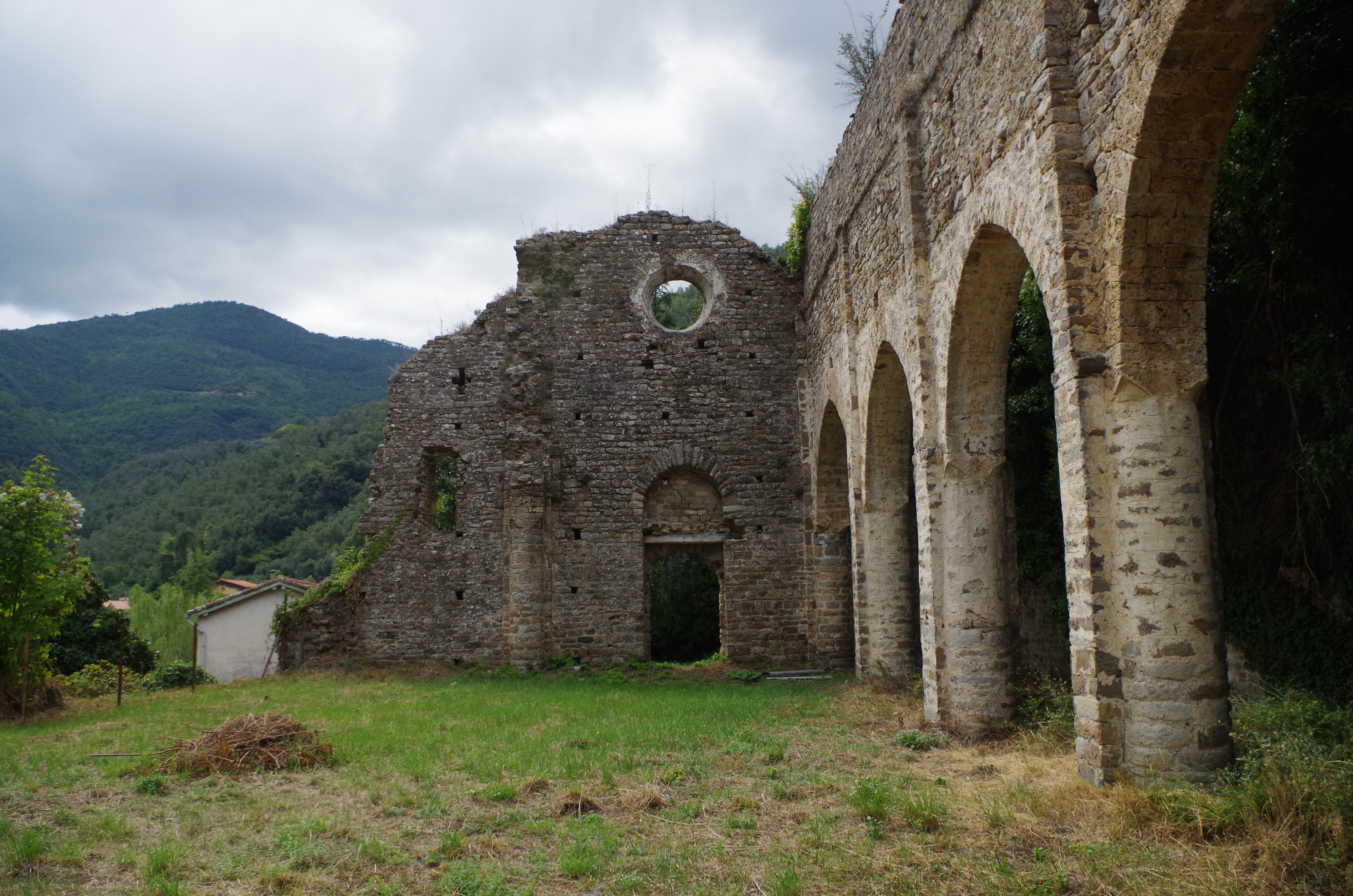
Pieve di San Tommaso
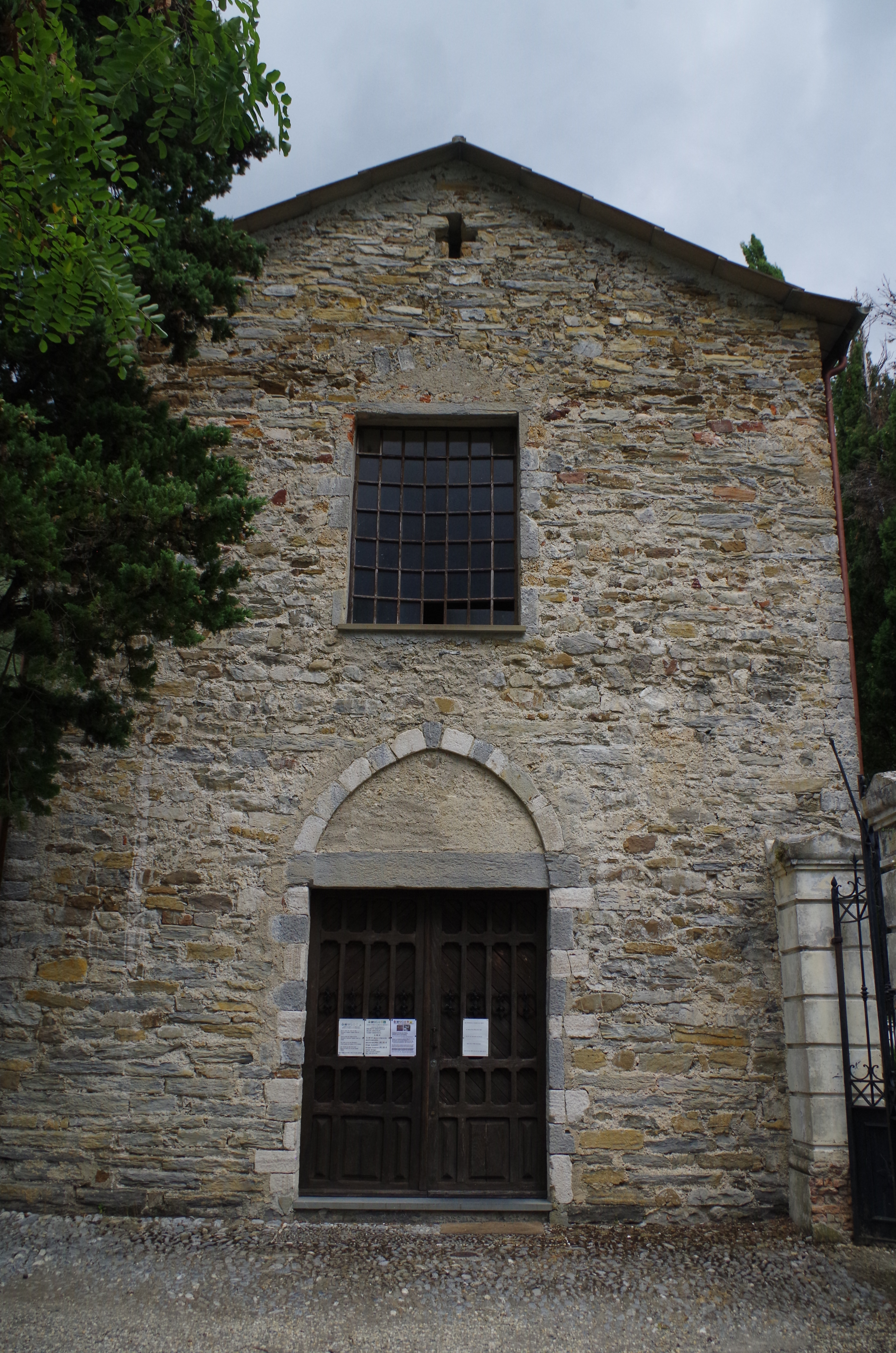
Chiesa della Madonna del Carmine nella frazione di Buggio. Edificata nel 1918 per volere di Antonio Tiberti come ringraziamento alla Madonna per la fine della prima guerra mondiale, sorge a circa 900 m di altitudine in località La Brigheta. Fino alla fine degli anni cinquanta del XX secolo si celebrava una messa una volta al mese, come prescrive una lapide al suo interno, ora invece si celebra una funzione religiosa con processione, solamente il 15 luglio, ricorrenza della Madonna del Carmine. Molto significativa anche qui la presenza di ex voto.  - Santuario della Madonna di Passoscio
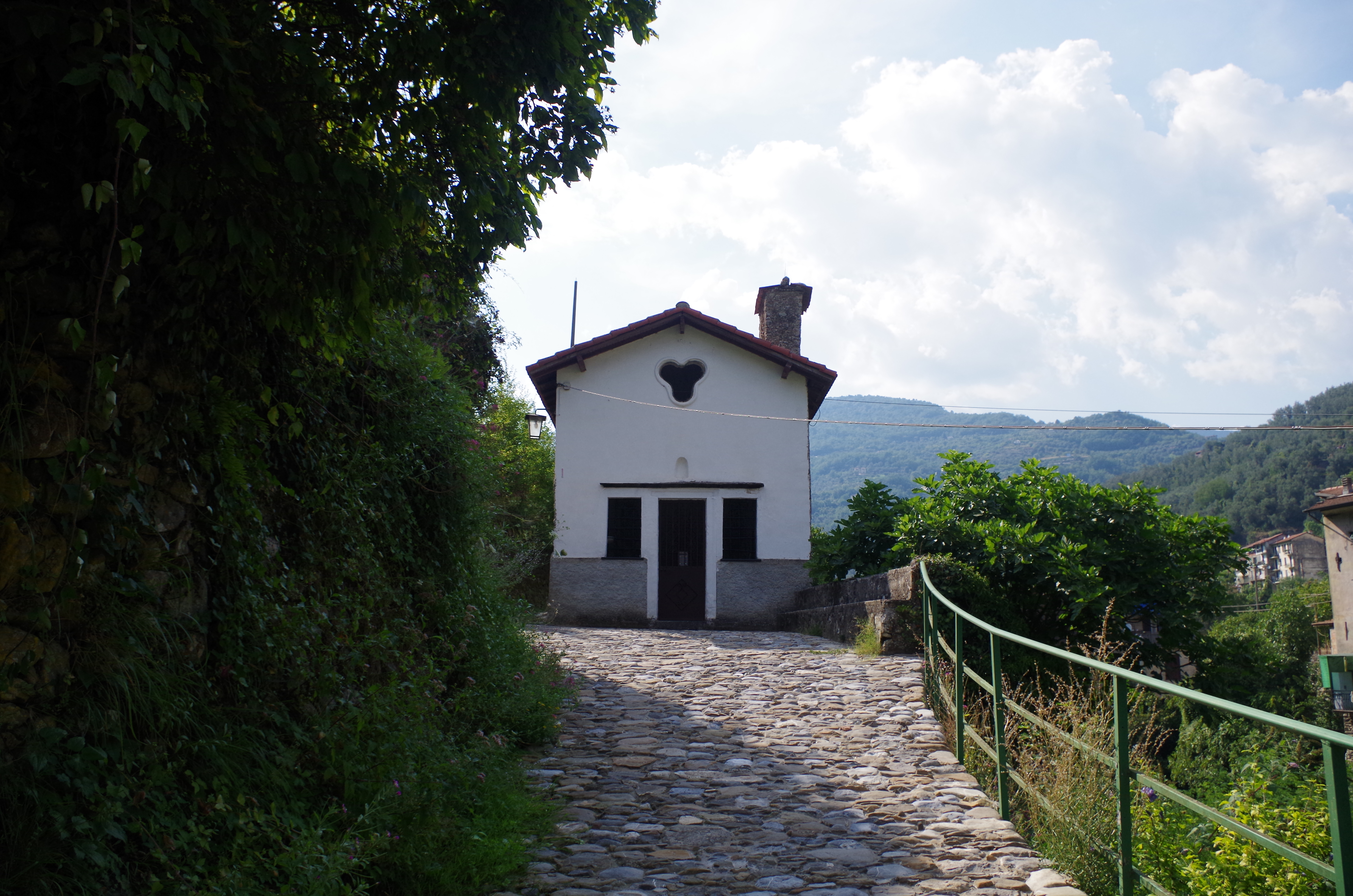
Cappella di San Pancrazio
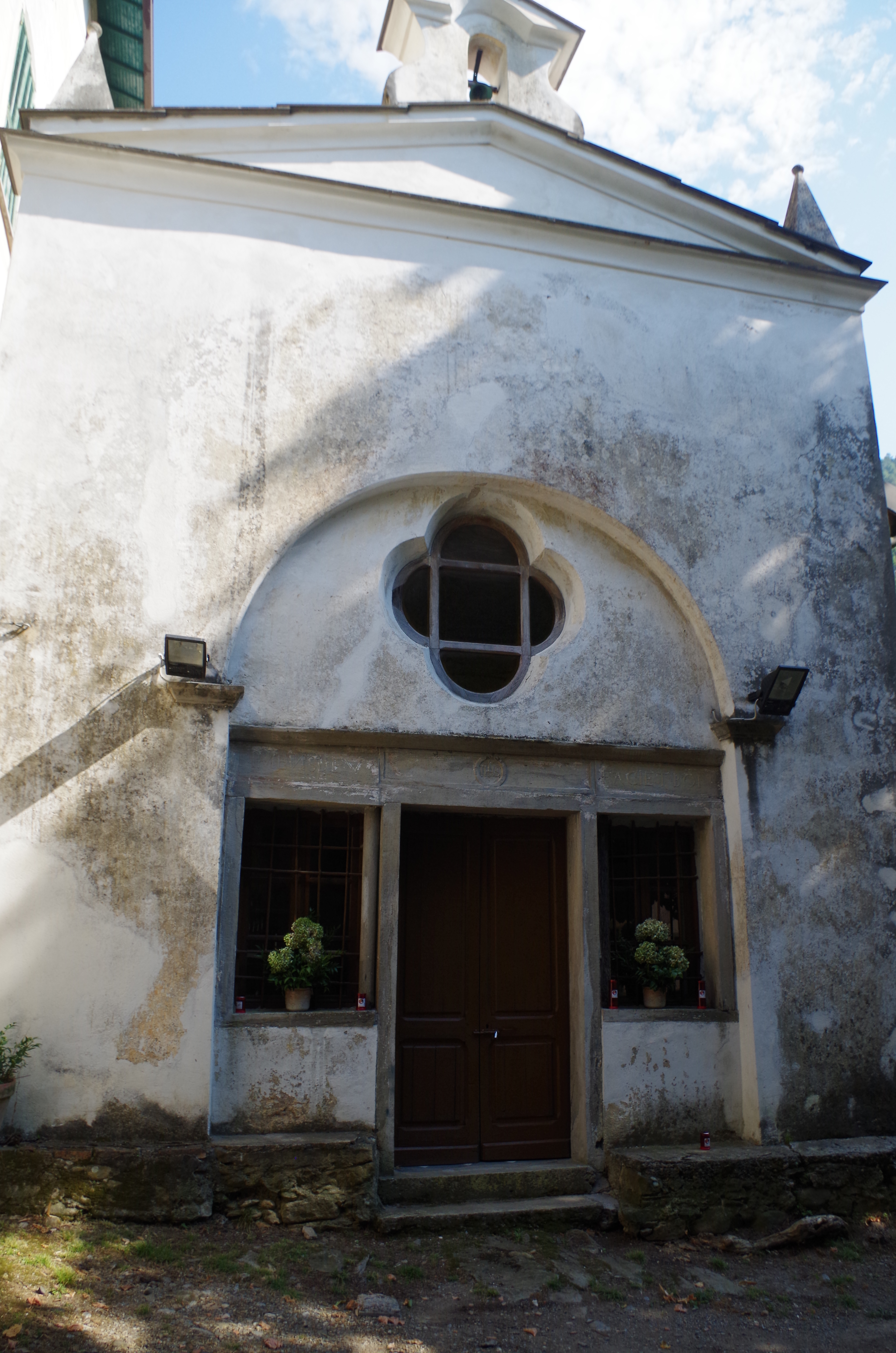
Cappella dei Santi Rocco e Sebastiano
  - Cappella della Madonna delle Grazie
  - Pieve di San Tommaso
  - Chiesa di San Bernardo
  - Cappella di San Pancrazio
  - Cappella dei Santi Rocco e Sebastiano

### Architetture civili
- Loggia di piazza Vecchia. L'edificio è stato ricostruito nel secondo dopoguerra[5] (dopo i danni subiti nel 1944[5] nel corso della seconda guerra mondiale) conservandone lo stile originario del XV secolo. Le volte sono sorrette da un pilastro e da due colonne in pietra nera.
- Rifugio Franco Allavena, aperto nel 1977, situato in località colla Melosa a 1.545 m s.l.m. sul versante sud-est del monte Grai (2.014 m s.l.m.)[10] e poco lontano dal confine con la Francia e dallo spartiacque tra val Roia, val Nervia e valle Argentina.
- Il ponte medievale o ponte delle Grazie, del sedicesimo secolo[11].Ponte delle Grazie con la cappella della Madonna delle Grazie, Pigna

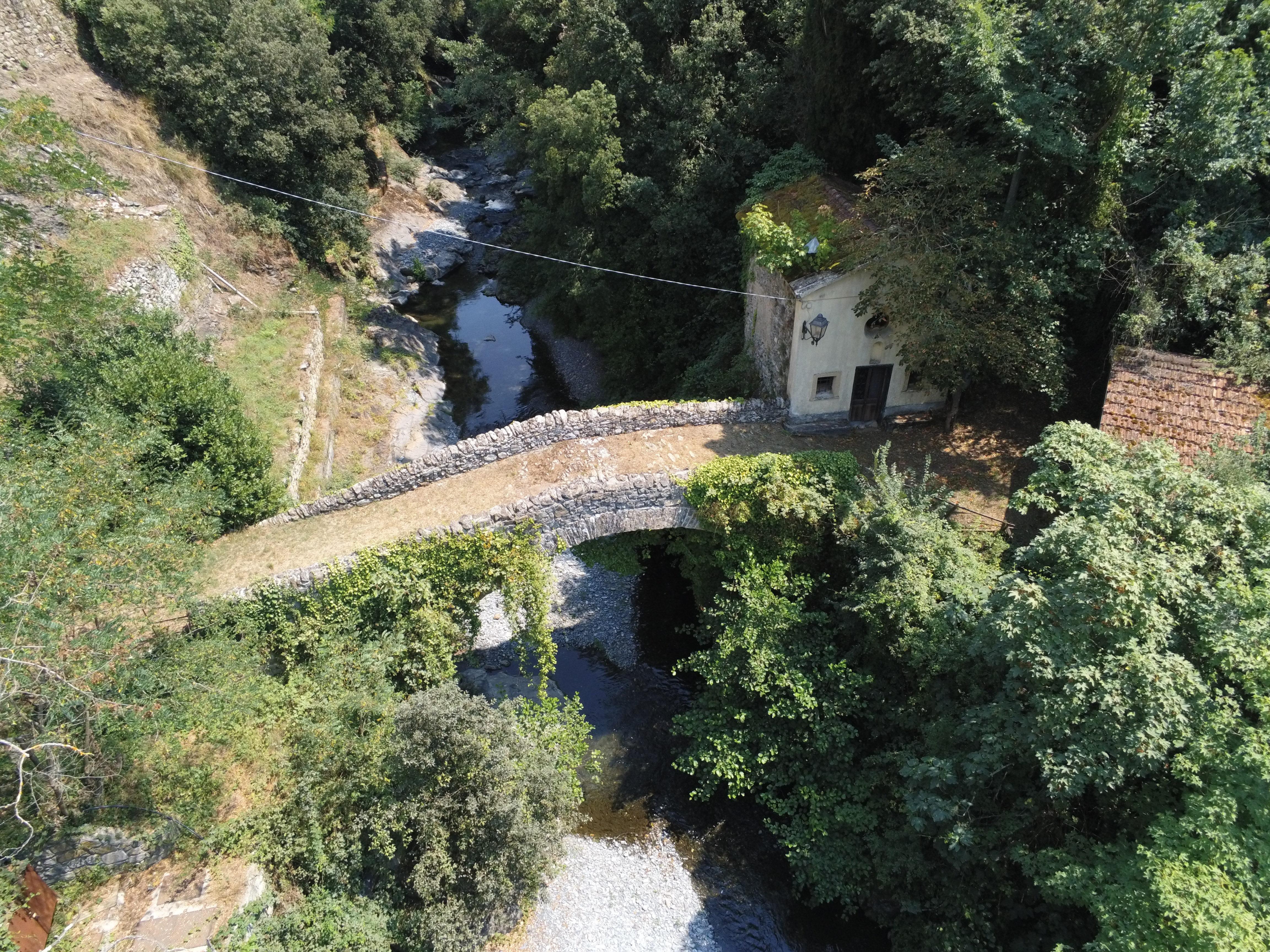
Ponte delle Grazie con la cappella della Madonna delle Grazie, Pigna

## Società

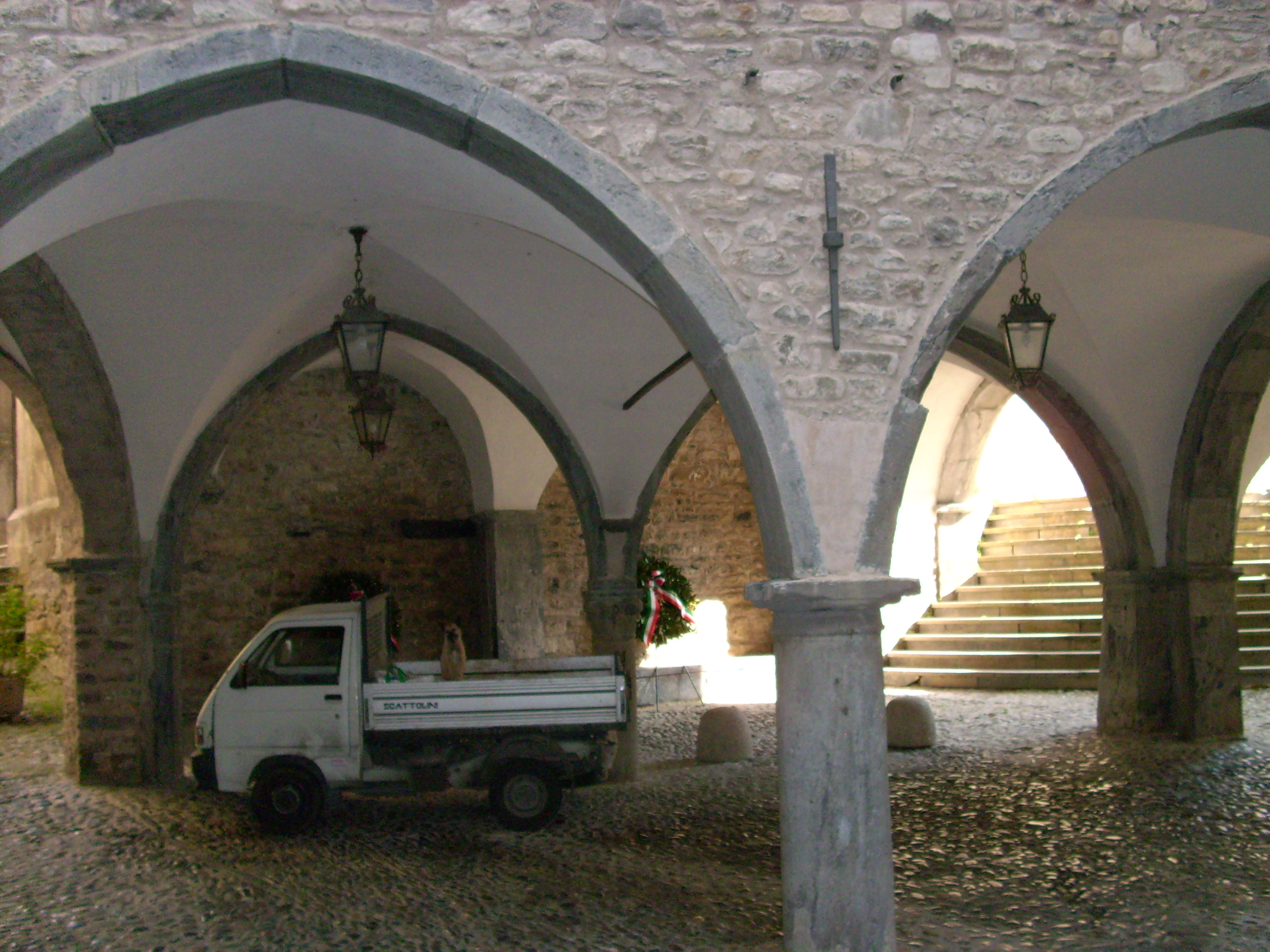
Particolare del loggiato di Pigna

### Evoluzione demografica
Pigna e Buggio avevano 211 fuochi nel 1340-1341 e 173 nel 1365-1366, un calo che si spiega senza dubbio con l'epidemia di peste del 1347. Nel XVI secolo, Buggio aveva 100 fuochi e Pigna 500.
Abitanti censiti

### Etnie e minoranze straniere
Secondo i dati Istat al 31 dicembre 2019, i cittadini stranieri residenti a Pigna sono 89, così suddivisi per nazionalità, elencando per le presenze più significative:
1. Albania, 26

### Qualità della vita
Il comune è stato insignito, dal 2009, della Bandiera arancione dal Touring Club Italiano.

## Cultura

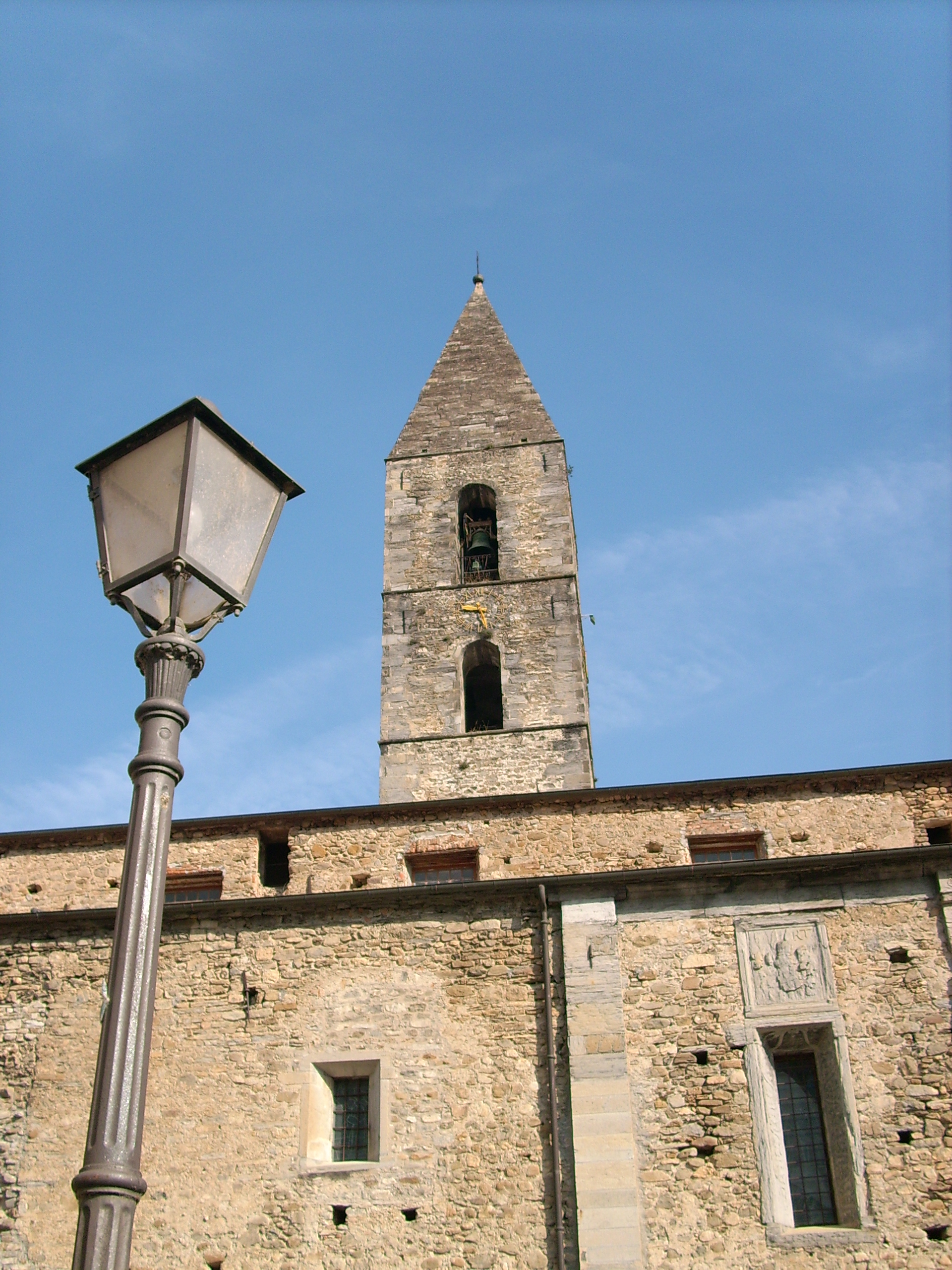
Scorcio del campanile della parrocchiale pignasca

### Istruzione

#### Musei
- Museo etnografico della civiltà contadina dell'alta val Nervia. Aperto al pubblico nel 1995[18] in alcuni locali del centro storico di Pigna, il museo è diviso in cinque spazi espositivi dove sono esposti raccolte fotografiche, attrezzi da lavoro, oggetti correlati alle attività contadine e pastorali di questa valle del ponente imperiese.

### Cucina
Tra i prodotti del territorio pignasco (e viciniori) vi sono i fagioli che rappresentano un'importante opportunità di integrazione del reddito derivante dall'attività agricola. La creazione di un consorzio propone la tutela e la diffusione del fagiolo di Pigna, di Badalucco e di Conio (frazione di Borgomaro).

### Eventi
- La "Raviolata di san Tiberio" che si teneva,ogni anno verso l'8 ottobre. La manifestazione culinaria ricorda un'antica tradizione[5] che vuole che all'epoca delle scorribande dei saraceni sulle coste liguri, questi abbiano tentato più volte di entrare nel paese di Pigna, e durante uno di questi assedi i Pignaschi decisero di raccogliere tutto l'olio che era in loro possesso in grossi recipienti che fecero scaldare e rovesciarono il contenuto bollente, addosso agli invasori che batterono definitivamente in ritirata non tentando più l'assalto al paese. A questo punto gli abitanti di Pigna decisero di festeggiare la loro vittoria con una grande mangiata del loro piatto tipico, i ravioli, ma non avendo più l'olio per condirli li mangiarono così senza condimento, solo con il formaggio pecorino. Questa ricorrenza veniva ricordata ogni anno il 10 ottobre antico giorno in cui si festeggiava il santo, da qui il nome della festa.
- "Santo Filippo" si tiene ogni anno il 28 maggio, l'antica festa ricorda i ragazzi vandali dell'antica Pigna, ogni anno in questa data si dice che nel paese succedano cose strane come oggetti che spariscono o vengono trovati altrove, il nome viene dato da un profeta, "Santo Filippo".

## Geografia antropica

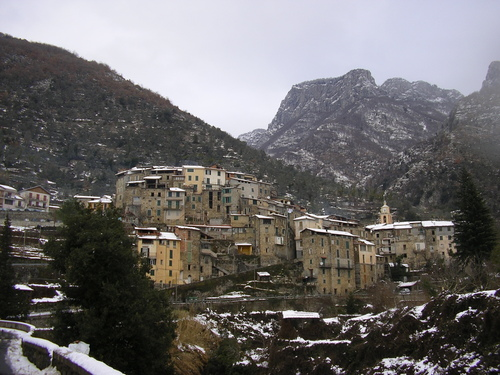
Panorama invernale della frazione di Buggio

Il territorio comunale è costituito, oltre il capoluogo, dall'unica frazione di Buggio per una superficie territoriale di 53,23 km².
Confina a nord con il comune francese di Saorgio, a sud con Isolabona, Apricale, ad ovest con Rocchetta Nervina, Isolabona e Apricale e ad est con Triora e Castel Vittorio.
Il territorio pignasco ha la particolarità di essere "spezzato e non continuo" in tre distinte e diverse aree, caso unico in tutta la provincia di Imperia e in Liguria. La parte principale del territorio, la più vasta del comune, comprende i borghi di Pigna e di Buggio, mentre la seconda è compresa più a sud tra gli altri territori - anch'essi enclavi - di Apricale e Isolabona nella zona del monte Abellio; la terza porzione (totalmente boschiva) è localizzata più ad est e interamente circondata dal territorio comunale di Castel Vittorio.

## Economia
La principale risorsa economica del comune è l'attività legata all'agricoltura, specie l'olivicoltura.
Importante anche l'attività turistica legata alla locale stazione termale, presso la regione Lago Pigo, la cui sorgente sulfurea (intorno ai 32°) era già conosciuta e frequentata in epoca antica e pienamente sfruttata a partire dal 1844. Il complesso termale e l’hotel sono chiusi dal 2016 ma sono stati acquisiti da un gruppo imprenditoriale russo.

## Infrastrutture e trasporti

### Strade
Il territorio comunale di Pigna è attraversato principalmente dalla strada provinciale 64 che permette il collegamento con Isolabona, a sud, e Castel Vittorio verso nord.

## Amministrazione

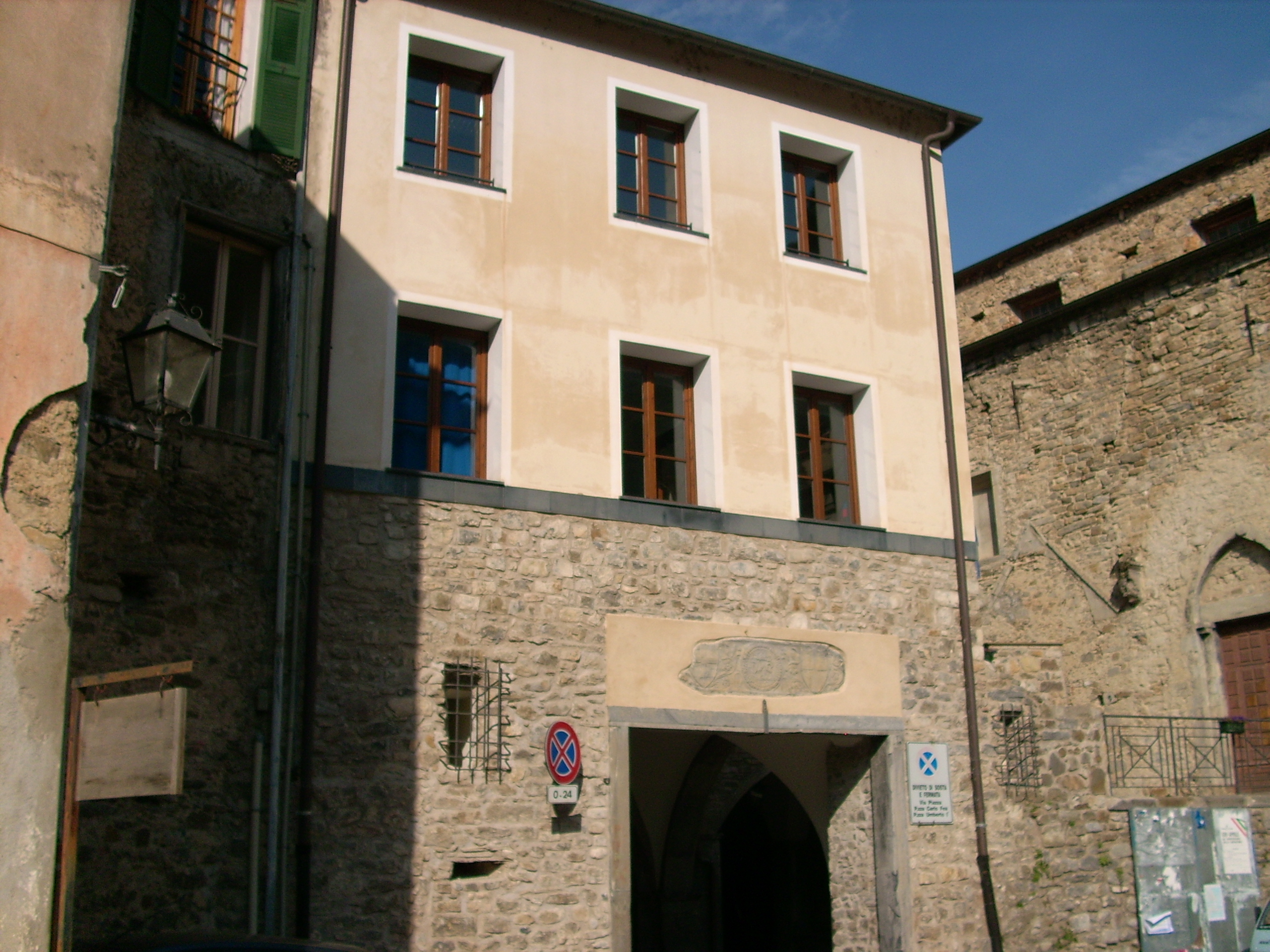
Il municipio

| Periodo        | Periodo        | Primo cittadino      | Partito                                    | Carica  | Note |
| -------------- | -------------- | -------------------- | ------------------------------------------ | ------- | ---- |
| 26 giugno 1985 | 28 maggio 1990 | Paolo Lodovico Marin | Democrazia Cristiana                       | Sindaco |      |
| 28 maggio 1990 | 24 aprile 1995 | Paolo Lodovico Marin | lista civica                               | Sindaco |      |
| 24 aprile 1995 | 14 giugno 1999 | Renato Borfiga       | lista civica                               | Sindaco |      |
| 14 giugno 1999 | 14 giugno 2004 | Renato Borfiga       | lista civica                               | Sindaco |      |
| 14 giugno 2004 | 8 giugno 2009  | Mauro Littardi       | lista civica                               | Sindaco |      |
| 8 giugno 2009  | 26 maggio 2014 | Mauro Littardi       | L'alternativa per il futuro (lista civica) | Sindaco |      |
| 11 giugno 2014 | 26 maggio 2019 | Daniela Simonetti    | L'alternativa per il futuro (lista civica) | Sindaco |      |
| 27 maggio 2019 | 10 giugno 2024 | Roberto Trutalli     | Per Pigna e Buggio (lista civica)          | Sindaco |      |
| 10 giugno 2024 | in carica      | Roberto Trutalli     | Per Pigna e Buggio (lista civica)          | Sindaco |      |

### Altre informazioni amministrative

Posizione del comune di Pigna nell'Unione dei Comuni delle Valli Nervia e Roja e nella provincia di Imperia

Pigna fa parte dell'Unione dei comuni delle Valli Nervia e Roja.